# Cultura ocidental

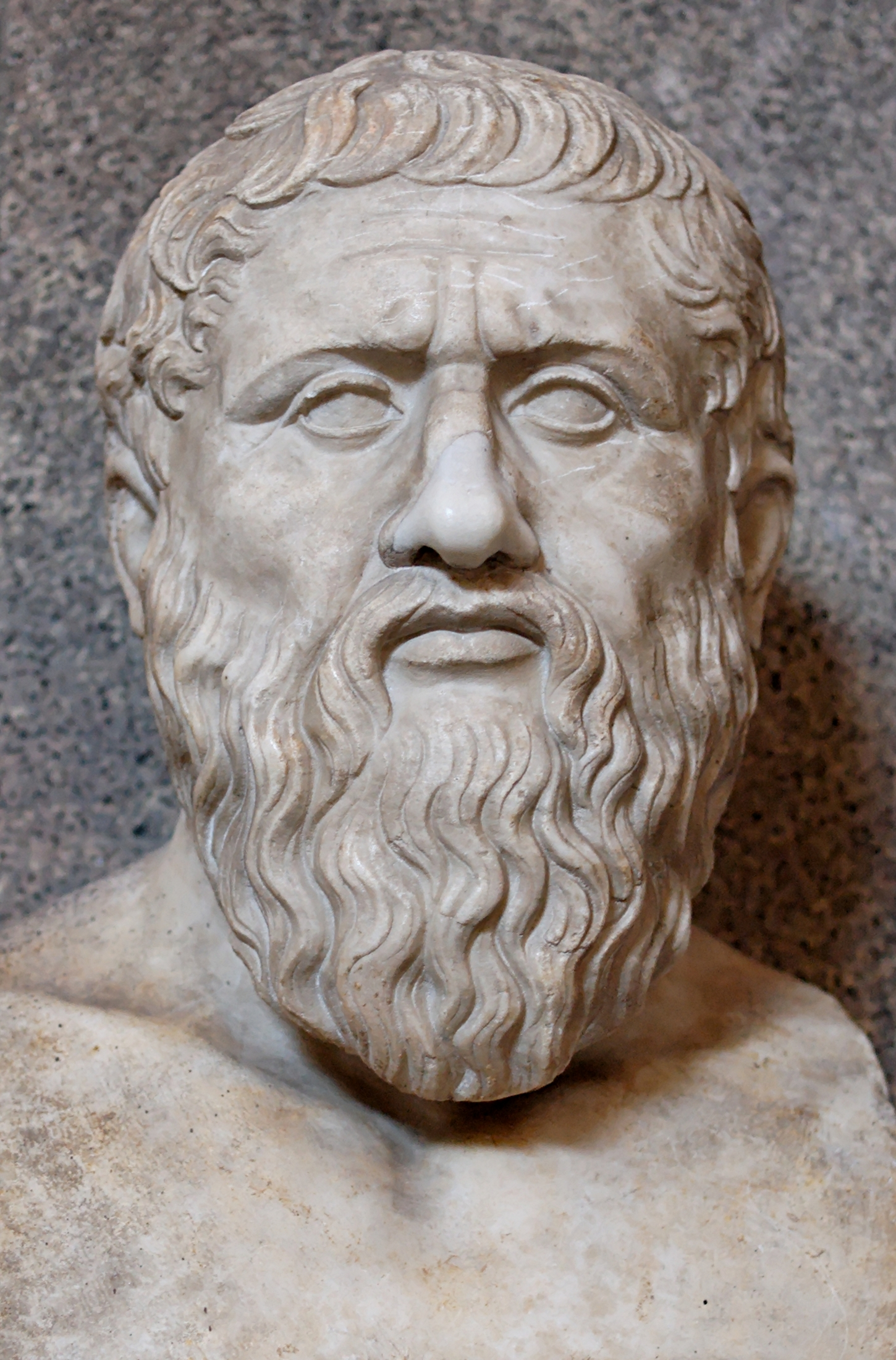
Platão, assim como Sócrates e Aristóteles, foram membros fundadores da filosofia ocidental.

Cultura ocidental, muitas vezes referida como civilização ocidental, estilo de vida ocidental ou civilização europeia, é um termo comumente usado para se referir a um legado cultural de normas sociais, valores éticos, tradições, crenças, sistemas políticos, artefatos e tecnologias que têm alguma origem ou associação com a Europa. O termo se aplica a países cuja história tem ligações estreitas com a emigração dos habitantes de países europeus, mas que não é restrita a esta, tais como os países da América do Norte e da Australásia. A cultura ocidental é caracterizada por um conjunto de temas e tradições artísticos, filosóficos, literários e legislativos e pelo legado das civilizações Celta, Germânica, Helénica, Latina e Cristã (a partir do século IV). As três principais bases de formação para a cultura ocidental que temos hoje são, historicamente: o direito romano, a filosofia grega e a moral cristã.